# Britt Lindeborg
Gun-Britt Lindeborg, född Karlsson 22 mars 1928 i Solna församling, död 5 augusti 1998 i Stockholm, var en svensk sångtextförfattare, kompositör, sångerska och skribent som skrivit många schlager. Till tävlingen år 1959 blev hon som första kvinna antagen med en låt till Melodifestivalen. 1969 vann hon Melodifestivalen första gången med texten till "Judy min vän". 1984 vann hon Eurovision Song Contest efter att ha skrivit texten till "Diggi loo diggi ley".

## Biografi
Britt Lindeborg växte upp på Södra Långgatan i Gamla Hagalund norr om Stockholm. Hon började komponera under realskoleåren och uppmuntrades av sin lärare, musikdirektören Lilian Österlund. Hennes första komposition hette "Nu skall vi hän på sångens vingar". Hon komponerade på en gammal tramporgel som fanns i hemmet. Musikintresset fortsatte sedan i Stockholms Damkör och Lindeborg började ta sånglektioner hos Greta Wassberg och via henne kom hon till Chinateatern som sångerska. Hon var även med i Wassbergs kvintett Vi Fem. Efter realexamen började hon arbeta på Statistiska centralbyrån. Hon bodde med sin familj i Bergshamra i Solna.
Lindeborg sjöng i gruppen Systrarna Rosenblom som ung. Gruppen gjorde egna turnéer och sjöng även bakom andra grupper. De gjorde också reklamfilmer för Toy och Pepsodent. Hon lämnade gruppen 1954. Hon gifte sig 1948 och blev senare hemmafru men började framgångsrikt skriva svenska texter till utländska låtar på 1950-talet. "Sju vackra gossar" för Siw Malmkvist blev intern försäljningsetta på skivbolaget Metronome i februari 1960. Lindeborg skrev även texten till den första ettan på Svensktoppen, Midnattstango som sjöngs av Lasse Lönndahl efter en tysk förlaga (Tanze mit mir in den Morgen) av Karl Götz och Kurt Hertha.
Inspirationen till en av hennes största framgångar, "Lyckliga gatan", hämtade hon från uppväxtens Hagalund som till stora delar revs under 1960-talet. Lindeborg protesterade bland annat mot rivningen och det påföljande byggandet av Blåkulla. Musiken hämtades från den italienska låten "Il ragazzo della via Gluck" av Adriano Celentano. Lindeborg hade fått den italienska melodin skickat till sig av Sonets inspelningschef Rune Öfwerman. Först var tanken att Per Myrberg skulle sjunga in den innan valet föll på Anna-Lena Löfgren. Låten låg på Svensktoppen i 14 veckor och försäljningen från den gav Anna-Lena Löfgren guld-, diamant- och platinaskiva även i Norge. Låten blev listetta på Svensktoppen julafton 1967 och i februari 1968 hade den sålts i 140 000 exemplar i Sverige och 100 000 i Norge.
Lindeborg började studera på Socialhögskolan 1970. Lindeborg tog socionomexamen 1973 och arbetade från 1974 som kurator på Danderyds sjukhus. Hon var sedan kurator på Gärdets sjukhem under 17 år. En oväntad framgång i karriären efter att tiden som textförfattare egentligen redan var till ända blev "Diggi loo diggi ley". Britt Lindeborg ringde Torgny Söderberg på Mariann för att tacka för att Carola sjungit in hennes låt "Hej mitt vinterland". Samtalet ledde till att Lindeborg fick uppdraget att skriva texten till Söderbergs musik.
Lindeborg gav 1998 ut den självbiografiska boken Lyckliga gatan – du finns inte mer...

## Verk

### Sångtexter i urval
- "Avsked från en vän" (Melodifestivalen 1973)
- "Diggi loo diggi ley" (Melodifestivalen och Eurovision Song Contest 1984)
- "Hej, mitt vinterland"
- "I Only Want to Be with You" (svensk text)
- "Judy min vän" (Melodifestivalen och Eurovision Song Contest 1969)
- "Kom morgon" (svensk text)
- "Lyckliga gatan (svensk text)
- "Mitt sommarlov" (svensk text)
- "Rhythm of the Rain" (svensk text, Hit kommer jag nog inte mer)
- "Söta Belinda" (svensk text)
- "Tycker om dej"
- "Vårens flickparad"
- "Vinterrosor"

## Priser och utmärkelser
- 2017 – invald i Swedish Music Hall of Fame[14]